# Zeliard
Zeliard (ゼリアード?, Zeriādo) è un videogioco action RPG con elementi a piattaforme sviluppato nel 1987 da Game Arts per PC-88.
Convertito per Sharp X1 l'anno seguente, il videogioco è stato distribuito in Occidente nel 1990 da Sierra Entertainment nella versione MS-DOS.

## Trama
Nei panni di Duke Garland, bisogna salvare la principessa Felicia dalle grinfie del Jashiin per riportare la pace nel regno di Zeliard.

## Modalità di gioco
Considerato un ibrido tra un action RPG bidimensionale e un platform, Zeliard prevede un sistema di livelli basato sull'esperienza. Sconfiggendo i nemici è possibile raccogliere alma da scambiare per oro con cui comprare armi e pozioni.